# Carl Link Verlag
Unter Carl Link Verlag bietet Wolters Kluwer Deutschland  Fachinformationen für die Kundengruppe Schulmanagement, Kitamanagement und Öffentliche Verwaltung an. Das Portfolio umfasst Formulare, Fachbroschüren, Bücher, Loseblattsammlungen, Zeitschriften, elektronische Medien, Online-Produkte sowie Verwaltungssoftware.

## Geschichte
Der 25-jährige Buchhändler Karl Link gründete den Verlag im Jahre 1884 in Kronach. Die Kunden waren zunächst Lehrer und Bürgermeister. 1916 erwarb man ein  Gebäude in der Kolpingstraße 12 und richtete eine Druckerei ein. Kurz danach übernahm Oskar Link,  Sohn des Gründers, die Leitung des Unternehmens. In den Kriegsjahren ermöglichte der Druck von Lebensmittelkarten den Fortbestand der Firma.
1958 übernahmen Georgine Link und ihr Enkel Folker O. Link-Wiesend die Verlagsleitung. In den Jahren des wirtschaftlichen Aufschwungs erfolgten größere Investitionen. Der Verlag baute sein Domizil und die Druckerei in der Kolpingstraße weiter aus. Die maschinelle Satztechnik hielt Einzug in die Druckerei. Ende der 1960er Jahre entwickelte sich der Verlag zum größten bayerischen Fachverlag mit einem kompletten Programm für die Kommunalbehörden und die Schulverwaltung.
100 Jahre nach der Gründung bestand 1984 die Unternehmensgruppe aus der Buchhandlung, dem Verlagshaus und dem Druckhaus. Die Produktpalette umfasste zu diesem Zeitpunkt über 3.000 verschiedene Formulare, Sonderdrucke, Fachbücher, Loseblattsammlungen, Büroorganisationsmittel, Fachzeitschriften und Seminare. 1990 erfolgte die Gründung des Buchdienstes und Büromarktes. Folker O. Link-Wiesend verkaufte 1997 den Verlag und die Druckerei an die Wolters Kluwer Deutschland GmbH. Ab 2001 folgte die  Entwicklung zum Wissens- und Informationsdienstleister.

## Schulmanagement
Das Schulmanagement mit Sitz in Kronach und Köln entwickelt Publikationen und digitale Produkte zu den Themen Management und Schulrecht. Hauptkunden sind Schulleiter, Pädagogische Leiter, Leitungskräfte in der Schulverwaltung und Bildungsadministration sowie Verwaltungsmitarbeiter im Schulsekretariat. Ab 2012 veranstaltet Carl Link Verlag – Wolters Kluwer Deutschland in Kooperation mit dem VBE – Verband Bildung und Erziehung den Deutschen Schulleiterkongress in Düsseldorf.

## Kitamanagement
Kitamanagement mit Sitz in Kronach und Köln entwickelt Publikationen und digitale Produkte zu den Themen Management und Recht für Fachkräfte und Leitungen von Kindertageseinrichtungen, Träger und Aus- und Fortbildungsinstitutionen für Fachkräfte der Kindertagesbetreuung.